# 兵庫県立美術館 原田の森ギャラリー
兵庫県立美術館 原田の森ギャラリー（ひょうごけんりつびじゅつかん はらだのもりぎゃらりー）は、兵庫県神戸市灘区原田通にある美術館である。

## 概要
建物は建築家村野藤吾最初の美術館作品である兵庫県立近代美術館として1970年竣工、近代美術館の主要コレクションは2002年4月にHAT神戸に誕生した兵庫県立美術館「芸術の館」に継承された。現在は「芸術の館」の分館「原田の森ギャラリー」として、美術団体の活動や情報収集、交流の場となっている。
西館として利用されていた建物は、改修されたうえで2012年11月3日より同一の事業主体、管理者による横尾忠則現代美術館となった。

## 沿革
- 1970年（昭和45年）10月 - 兵庫県立近代美術館として開館[1]
- 1982年（昭和57年）9月 - 西館の開館
- 1988年（昭和63年）8月 - 東館の開館
- 1995年（平成7年） - 阪神・淡路大震災で本館1階のガラスが大破、外壁、柱などに損傷を受ける。復旧工事後に再開。
- 2001年（平成13年）9月25日 - 新美術館への移転準備のため休館[注釈 1]
- 2002年（平成14年）10月1日 - 兵庫県立美術館王子分館 原田の森ギャラリーとしてリニューアルオープン
- 2011年（平成23年）4月 - 改修工事のため西館を閉館
- 2012年（平成24年）11月3日 - 西館は、横尾忠則現代美術館として開館
- 2017年（平成29年）4月 - 本館・別館の耐震補強工事を終え、リニューアルオープン

## 主な施設
- 本館 - 1Fサロン、ミュージアムカフェ、ミュージアムショップ、2F展示室
- 東館 - 1F展示室、2F展示室
- 別館 - 講堂、会議室×2、実技室

## 建築概要
- 設立 - 1970年
- 竣工 - 1970年
- 設計 -  村野藤吾、兵庫県営繕課（光安義光）
- 延床面積 -  10,433m2
- 所在地 - 〒657-0837 兵庫県神戸市灘区原田通3-8-30

## 交通
- 阪急神戸本線「王子公園駅 」徒歩5分
- JR神戸線（東海道本線）「灘駅」徒歩10分
- 阪神本線「岩屋駅」から 徒歩15分
- 山陽新幹線「新神戸駅」から タクシー10分

## 周辺
- 原田通・王子町・坂口通
  - 神戸文学館、王子公園、神戸市立王子動物園、旧ハンター住宅、神戸市王子スタジアム、六甲バター本社、兵庫県福祉センター
- BBプラザ美術館
- HAT神戸
  - WHO健康開発総合研究センター、兵庫県立美術館、人と防災未来センター、ひと未来館、防災未来館
- 西山記念会館